# تاکوما میزوتانی
تاکوما میزوتانی (انگلیسی: Takuma Mizutani؛ زادهٔ ۲۴ آوریل ۱۹۹۶) بازیکن فوتبال اهل ژاپن است.
از باشگاه‌هایی که در آن بازی کرده‌است می‌توان به باشگاه فوتبال شیمیزو اس-پالس اشاره کرد.
وی همچنین در تیم ملی فوتبال زیر ۱۷ سال ژاپن بازی کرده‌است.